# Pilea herrerae
Pilea herrerae är en nässelväxtart som beskrevs av Al.Rodr. och A.K.Monro. Pilea herrerae ingår i släktet pileor, och familjen nässelväxter. Inga underarter finns listade i Catalogue of Life.